# らぶデス4 〜ν-Realtime Lovers〜
『らぶデス4 〜ν-Realtime Lovers〜』は、2009年12月18日にTEATIMEより発売されたアダルトゲームである。

## 概要
TEATIME得意のリアルタイム、トゥーンレンダリングによる3次元CGアダルトゲーム『らぶデス』シリーズの第4弾。前作『らぶデス3 〜Realtime Lovers〜』をベースに、ブランド前作『Tech48』で導入された、Webカメラでユーザーの視線を認識してリアクションを行う「フェイストラッキングシステム」の搭載などシステムが大幅に更新されている。
基本設定や世界観は前作と共通だが、登場キャラクターは一新されている。
2010年11月26日に続編『らぶデス555!』が発売された。

## あらすじ
10年前の大事故で母親を、2年前に病気で父親を失った主人公・桜井晴美は、妹の夕姫と共に叔母の経営するアパートに身を寄せ、従姉で彼女の永原翔子らと平和な日々を過ごしていた。
しかしある日、父の遺した不思議な鍵の力で、異世界から死神・保科椎菜を召喚してしまう。さらに彼の守護者を名乗る美少女・沢澄美晴が現れ、夕姫の親友・柊楓や担任教師の進藤奈々美、そして晴美自身も超常の存在である事が判明し、晴美達は異常な事件へと巻き込まれていく。

## 登場人物
桜井晴美（さくらい はるよし）
主人公。永原母子と美晴には「ハルミ」と呼ばれている。
男子の欲望に忠実なセクハラ大王で翔子をはじめ周囲の女子にイタズラしまくっているが、女顔のためか不思議に憎まれずむしろ人気者。料理が趣味で炊事を一手に引き受けている。
彼自身もまだ常人と異なる存在だが、本人にその自覚は無い。右手の甲に鍵穴の様な痣があり、そこに父親の遺した鍵を挿し回す事で「封印」が解除される。この封印を巡って物語が展開する。
永原翔子（ながはら しょうこ）
声：金田まひる
主人公の従姉でクラスメイトで彼女。アパート「永原荘」の大家代行。
運動能力が高く、容姿は良いものの暴力的。超低血圧で、毎朝晴美にセクハラ的手法で起こされては武力報復するのが日課になっている。
大のオカルト好きで、学園で「オルタナティブ科学研究会（オルタ研）」の副部長をしている。
ややレズっ気があり、晴美以外の異性には興味を示さない一方、椎菜や美晴に好意を持つ。
桜井夕姫（さくらい ゆうき）
声：民安ともえ
晴美の妹。重度のブラコンで「お兄ちゃんの彼女」を自称しており、兄に近づく女子をことごとく威嚇している。
翔子とは姉妹の様に仲が良いものの、やはり「彼女」とは認めていない。
10年前の事故で母を亡くして自身も重傷を負い、長い間PTSDを患っていた。兄への思慕はその影響と見られる。
亡き母親の影響で弓道をしており、部活ではレギュラーとして活躍している。
保科椎菜（ほしな しいな）
声：芹園みや
異世界「Fifth」出身の死神（No.10417）。本来は晴美を密かに監視するのが任務だったが、晴美の封印が一時的に解かれた影響で彼の許に召喚されてしまい、成り行きで「永原荘」に下宿する事になる。更に学園の晴美の一年上の学年に転入する。
現世で実体化しての任務は初めてだが、以前の死神と異なり、実在の人間のDNAを基にした疑似人格を備えている。しかしかなりの天然で、どんな料理もハバネロソース漬けにしてしまう壮絶な味覚オンチ。気弱で任務がうまくいかないとすぐに落ち込んでしまう。
沢澄美晴（さわすみ みはる）
声：澄白キヨカ
晴美の守護者を名乗る美少女。沢澄総合病院の院長の娘（という事になっている）。晴美を護るため学園に転入してくる。夕姫にも執着しており彼女を追って弓道部に入部、コーチ以上の腕前を見せる。一方で柊楓に激しい敵意を示す。
実は一つの肉体に二つの精神を宿しており、メスやサバイバルナイフなど刃物を武器として用いる。
柊楓（ひいらぎ かえで）
声：金松由花
夕姫の親友で小柄で幼い容姿の美少女。晴美とも顔見知りでセクハラも笑顔で受け容れる素直な性格。
実はある人物の命令で晴美の肉体を奪うために監視するのが任務であり、夕姫への思慕との板挟みに苦悩する。
巨大なモーニングスターを武器にしており、更に巨大な戦闘形態へと変身する能力を持つ。
進藤奈々美（しんどう ななみ）
声：草柳順子
晴美達のクラス担任で数学教諭。
楓以上に幼い美少女の容姿だが、感情に乏しい言動で生徒の人気は低い。背も低く黒板の下半分しか使えない。食事は三食サプリメントで済ませている。
実はある目的のためにFifthより高次の世界から派遣された存在であり、2ヶ月前に本来の担任教師と入れ替わったが、晴美以外の人間は記憶操作により気付いていない。頭に旧作の奈々美と同じ「小勇座」のぬいぐるみを付けている。
永原祥子（ながはら さちこ）
声：かわしまりの
晴美の父方の叔母で翔子の母親。晴美の母・晴姫とは親友だった。元女子レスラーで翔子以上の技の使い手。
いい歳して晴美に「お姉さん」と呼ばせたり、娘との性的関係を奨励するなど豪放な性格。通販で怪しいネタアイテムを購入しては周囲を困らせている。
過去に死神「みなも」と関わりがあり、死神やFifthの存在を知っていた。
志子尾斑（ししお まだら）
晴美の学園の養護教諭。見た目はイケメンだが三食スイーツという奇癖の持ち主。
実はFifthから逃亡した死神（No.10440）で楓のマスター。マッドサイエンティストであり、晴美の肉体を狙っている。

## スタッフ
- シナリオ：ひらいでらく
- 楽曲製作：CorkyVoce
  - オープニングテーマ「Battlefield of Love」
  - エンディングテーマ「Sleeping Beauty」
作詞・歌：紘瀬さやか、作曲・編曲：藤宮圭
- BGM製作：きくお